# Université de Münster
L'université de Münster (en allemand : Westfälische Wilhelms-Universität, WWU) est une université publique située à Münster, en Rhénanie-du-Nord-Westphalie, Allemagne.

Sa réputation est internationale.
Elle est la première université en Allemagne, en nombre de managers diplômés et exerçant dans le TOP 500 des sociétés (aussi avant l'INSEAD).

## Histoire
Une première université a été fondée en 1780, après la suppression du collège jésuite de Münster dont elle reprend les locaux, cette université fut supprimée par le gouvernement prussien en 1818. Une nouvelle université fut fondée à Münster en 1902.

## Organisation
- Faculté de théologie protestante
- Faculté de théologie catholique
- Faculté de droit
- Faculté des sciences économiques
- Faculté de médecine
- Faculté de philosophie
  - Département de science éducative et sociale
  - Département de science, de psychologie et de sport
  - Département d'histoire et de philosophie
  - Département de philologie
- Faculté des mathématiques et des sciences naturelles
  - Département des mathématiques et de l'informatique
  - Département de physique
  - Département de chimie et de pharmacie
  - Département de biologie
  - Département de science de la Terre
- Faculté de musique

## Personnalités liées à l'université
- Otmar von Verschuer, théoricien de l’eugénisme

### Professeurs
- Gerhard Domagk, professeur (prix Nobel)
- Joseph Ratzinger, professeur
- Gerd Althoff, professeur d'histoire médiévale
- Barbara Stollberg-Rilinger, professeur d'histoire moderne
- Thomas Hoeren, professeur et juge
- George Maltese, professeur de mathématiques
- Johann Baptist Metz, professeur de théologie
- Hans Blumenberg, professeur de philosophie
- Hermann Volk, évêque de Mayence de 1962 à 1982
- Rudolf Hoppe, chimiste des gaz rares
- Lars Clausen, professeur de sociologie

### Étudiants
- Hedwig Dransfeld, femme politique, écrivaine et féministe catholique
- Wilhelm Jacob van Bebber, pionnier de la météorologie
- Hans-Werner Sinn, économiste
- Johannes Georg Bednorz, lauréat d'un prix Nobel
- Gerd Faltings, lauréat de médaille Fields
- Heo Su-gyeong, poète sud-coréenne
- Alena Buyx, éthicienne médicale allemande.

## Partenariats avec des universités francophones

### Canada
- Université Concordia, Montréal

### France
- Institut d'études politiques de Lille
- Université d'Angers
- Université de Franche-Comté, Besançon
- Université Michel-Montaigne, Bordeaux-III
- Université de Bourgogne, Dijon
- Université de Cergy-Pontoise
- Université Blaise-Pascal, Clermont
- Université Joseph-Fourier, Grenoble-I
- Université des sciences et technologies de Lille, Lille-I
- Université du droit et de la santé de Lille, Lille-II
- Université Charles de Gaulle, Lille-III
- Université Lumière, Lyon-II
- École supérieure de commerce de Lyon
- Université Jean-Moulin, Lyon-III
- Université de la Méditerranée
- Université d'Aix-Marseille
- École supérieure de commerce de Montpellier
- Université Montpellier 1
- Université de Montpellier II
- Université de Nancy II
- Université de Nantes
- Université de Nice, Sophia Antipolis
- Université de Paris I, Panthéon Sorbonne
- Université de Paris II, Panthéon-Assas
- Université de Paris IV, Sorbonne
- Université Paris Descartes
- Université de Paris IX, Paris-Dauphine
- Université de Paris X, Paris-Nanterre
- Université de Paris XI, Paris-Sud
- Université de Perpignan
- Université de Poitiers
- Université de Reims Champagne-Ardenne
- Université de Rennes I
- Université de Rouen
- Université de Strasbourg I, Louis-Pasteur
- Université de Strasbourg II, Marc-Bloch
- Université de Strasbourg III, Robert Schuman
- Université de Toulouse II, Le Mirail
- Université de Toulouse III, Paul-Sabatier
- Université de Tours, François-Rabelais
- Université de Valenciennes